# Mo Lewis
(en) Statistiques sur pro-football-reference
Morris « Mo » C. Lewis, né le 21 octobre 1969 à Atlanta en Géorgie est un joueur de football américain qui a évolué pendant treize saisons au poste de linebacker pour les Jets de New York entre 1991 et 2003. Bien qu'il soit sélectionné à trois reprises consécutivement pour disputer le Pro Bowl en 1998, 1999 et 2000, il est surtout connu pour avoir blessé Drew Bledsoe, quarterback des Patriots de la Nouvelle-Angleterre sur une action spectaculaire qui a eu pour effet de lancer Tom Brady dans la ligue, ce dernier remportant trois Super Bowls lors des quatre saisons suivantes,,,.